# Wola Kowalska
Wola Kowalska – dawna wieś między Kowalą a Wolicą, dziś nieistniejąca, prawdopodobnie wchłonięta przez Niezabitów w XIX wieku. Wspomniana w źródłach z roku 1409.

## Historia
Wieś stanowiła własność szlachecką, nie sposób jednak ustalić, kto był zasadźcą. Według autorów „Osad zaginionych i o zmienionych nazwach”, zapisy dotyczące Woli Kowalskiej nie występują po roku 1531, co wskazuje, że wieś zanikła. Przytoczone w kalendarium wzmianki z lat 1744 i 1819 zmieniają (zdaniem M. Derwicha) zarysowany w dotychczasowej literaturze obraz dziejów Woli Kowalskiej. Jego zdaniem wieś nie zanikła już w końcu XVI w. (jak wskazuje zapis cytowanych „Osad”), nie można jej identyfikować z Wolicą (jak wskazuje Stanisław Kuraś w Słowniku Historyczno-Geograficznym Lubelszczyzny), nie została też wchłonięta przez Kowalę (jak wskazuje S. Wojciechowski w wydaniu z roku 1930). Raczej wchłonął ją Niezabitów, ale już po 1819.

## Nazwy miejscowości w dokumentach źródłowych
- 1413 hereditas dicta Kowalska Wola[3]
- 1457 Cowalskawolya[4]
- 1470–1480 u Długosza Wolya Kowalska (Długosz, Liber beneficiorum, t. III s. 248)
- 1531 Vola Cowalska w parafii Wąwolnica[5], podobnie w 1563.

## Kalendarium
Dziesięciny należały do klasztoru świętokrzyskiego:
- 1470–1480 z całej wsi, z folwarku oraz z łanów kmiecych, dziesięcina snopowa należy do klasztoru świętokrzyskiego, przy czym kmiecie dostarczają ją do stodoły klasztornej (Długosz L.B. t. III s. 248);
- 1482 pleban z Wilkowa zrzeka się na rzecz klasztoru świętokrzyskiego z pretensji do dwóch łanów w Woli Kowalskiej (AG 1878; → Podgrodzie);
- 1529 dziesięcina snopowa wartości 2,5 grzywny należy do stołu konwentu świętokrzyskiego[6]
- 1622, 1652 dziesięciny płacone są razem z Kowalą
- 1744 dziesięciny płacone są razem z Wolicą. W tym roku zapadł wyrok biskupa krakowskiego w sporze klasztoru z Janem Witkowskim o dziesięciny z Wolicy i części Niezabitowszczyzny (tzn. Woli Kowalskiej)[7].
- 1819 do stołu konwentu należy dziesięcina snopowa z Woli Kowalskiej, kupowana przez gromadę za 100 florenów[8].

## Literatura
- Józef Gacki, Benedyktyński klasztor na Łysej Górze, Wydawnictwo Jedność, Kielce 2006, ISBN 83-7442-389-7. Brak numerów stron w książce